# Курлау
Курлау (фр. Courlaoux) насеље је и општина у источној Француској у региону Франш-Конте, у департману Јура која припада префектури Лон ле Соније.
По подацима из 2011. године у општини је живело 975 становника, а густина насељености је износила 78,5 становника/km². Општина се простире на површини од 12,42 km². Налази се на средњој надморској висини од 218 метара (максималној 230 m, а минималној 201 m).

## Демографија
| 1962. | 1968. | 1975. | 1982. | 1990. | 1999. | 2011. |
| ----- | ----- | ----- | ----- | ----- | ----- | ----- |
| 430   | 468   | 544   | 676   | 804   | 848   | 975   |

График промене броја становника у току последњих година